# Ливарне виробництво

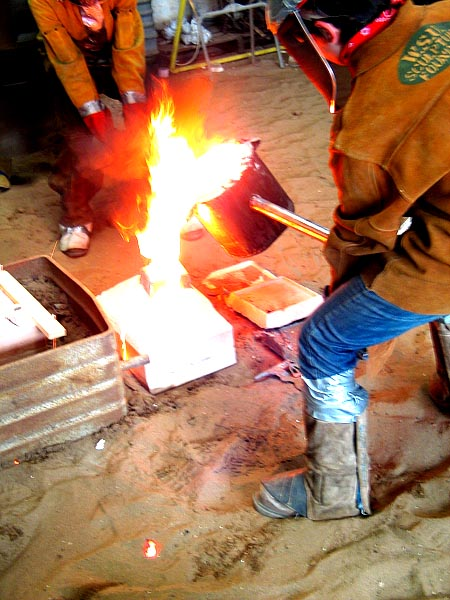
Лиття у піщано-глинясту форму

Лива́рне виробни́цтво або лиття́ — технологічний процес виготовлення виливків, що полягає в заповненні ливарної форми розплавленим матеріалом (ливарним металом чи сплавом, пластмасою, деякими гірськими породами) і подальшій обробці отриманих після твердіння виробів.

## Загальна характеристика
Ливарне виробництво — процес виготовлення деталей з розплаву металів або інших матеріалів, які заливаються в порожнисту форму з порожниною, яка відповідає формі деталі. Форми можуть бути разовими і постійними. Разові форми виготовляють з формувальної суміші, вони придатні тільки для однієї заливки; постійні — виготовляють з металу, вони придатні для великого числа відливок. Литтям виготовляють відливки різної конфігурації, розмірів і маси, вони можуть бути як готовими виробами, так і заготовками.
Лиття — один з основних способів виробництва заготовок в машинобудуванні, тому що дозволяє одержати відливок практично будь-якої форми і маси з необхідними фізико-механічними властивостями. Лиття часто не тільки простіший, але й економічніший за інші спосіб виробництва (литі деталі складають близько 50 % маси машини, а частина витрат на них 15 — 25 %).
На частку литих металевих деталей в середньому припадає 50-70 % маси (в верстатобудуванні до 90 %) і 20 % вартості машин. Тільки методами лиття можливо отримати складні за конфігурацією і геометрією заготовки із чорних та кольорових сплавів з високим (75-98 %) коефіцієнтом використання металу. В 1985—1990 роках ливарники України займали перше місце у світі по литтю металу на душу населення, виробляючи до 6-6,5 млн т виливків на рік.
Сталеве лиття використовують для більш відповідальних деталей, але за ливарними властивостями сталь поступається чавуну. Литі сталеві деталі мають великі внутрішні напруження, тому їх необхідно піддавати термічній обробці.
Кольорове лиття (сплави алюмінію, міді, цинку, магнію і ін.) завдяки особливим властивостям металів (антикорозійність, електропровідність, мала маса і ін.) використовується у приладобудуванні, виробництві машин і апаратів, в сантехніці і ін., але дефіцитність і висока вартість кольорових металів обумовлюють високу вартість кольорового лиття і обмежують його застосування.

## Сировина
У ливарному виробництві глина використовується як найпоширеніший зв'язуючий матеріал (формувальних піщаних сумішей) для виготовлення ливарних форм; крім того, глини входять до складу ливарних фарб частіше у вигляді глинистої суспензії, яка у зваженому стані підтримує протипригарний матеріал. У ливарстві застосовуються як вогнетривкі, так і тугоплавкі глини, а також бентонітові, що мають високу зв'язуючу властивість. Крім того, у наш час використовують понад 100 різних зв'язуючих, найпоширеніші: глина, рідке скло, синтетичні смоли, ЛСТ, кристалогідрати тощо. Також поширюються процеси лиття з застосуванням технології виготовлення піщаних ливарних форм без зв'язуючого, в таких формах сухий пісок ущільнюється і утримується за допомогою вакууму (вакуумно-плівкове формування — ВПФ; лиття за моделями, що газифікуються — ЛГМ).
Вимоги промисловості до глин, які використовуються у ливарному виробництві, визначені ГОСТ 3226—93.
Найбільше придатними для виготовлення ливарних фарб вважаються бентонітові глини. Для оцінки формувальних глин велике значення має вміст у них шкідливих домішок (S, CaO+MgO, NaO + KO і оксиди Fe).

## Різновиди лиття
Плавку кольорових металів і їхніх сплавів виконують в дугових печах, електричних печах опору, полуменевих печах, іноді в тиглях.
Відливки можна виготовити різними способами.
- Найбільш розповсюджений спосіб — лиття в разові земляні або піщані форми, який складається з таких технологічних операцій: виготовлення моделі відливки; формування литтєвої порожнини форми по моделі; заливка розплавленого металу в форму; вибивання з форми та очищення литва. Виготовлення відливок в разових земляних формах — процес тривалий і трудомісткий, а отримані відливки не відрізняються точністю форми і розмірів, мають великі припуски і грубу поверхню. Все це поставило вимогу створення спеціальних видів лиття: кокільного, відцентрового, під тиском, по моделях, що виплавляються.

- Кокільне лиття — спосіб отримання відливок в постійних чавунних або сталевих формах — кокілях. Звичайно кокіль складається з двох частин, які мають з'єднину в горизонтальній або вертикальній площині. Металева форма має велику стійкість, що дозволяє за допомогою однієї форми виготовити декілька сотень відливок. Спосіб використовується для виготовлення відливок невеликої маси і простої конфігурації.

- Лиття під тиском є різновидом кокільного лиття, але в цьому випадку метал у форму подається під тиском 1 — 5 МПа. Спосіб відрізняється високою точністю і застосовується для кольорового лиття.

- При відцентровому литті метал розподіляється в формі під дією відцентрових сил, що виникають при швидкому обертанні форми. Спосіб дозволяє отримати тільки деталі, що мають форму тіл обертання.

Заготовки складних форм і невеликих габаритів одержують литтям по моделям, що виплавляються. Модель виготовляється з легкоплавкого матеріалу (віск, стеарин, парафін), заформовується і при заливці розплавленого металу витоплюється (при цьому утворюється порожнина відповідної конфігурації). Відсутність у форми площини роз'єму дозволяє одержати відливку точної форми без зсувів, перекосів тощо